# 満載ラジオ555!
満載ラジオ⑤⑤5!（まんさいラジオゴーゴーゴー）はラジオたんぱ（現・ラジオNIKKEI）第1放送の月曜日から金曜日の17:00から18:00の時間帯で放送されていたラジオ番組。
1988年4月から1990年3月まで放送した。

## 概要
前番組『どんなもんだハウス!』はラジオたんぱのオーディション選出によるパーソナリティを多く起用という方針から転換。劇団俳優などがパーソナリティを務めていたが思うような成果を得られなかったため終了した。
当番組は前々番組『はしゃいで○○大放送』と同じ様な路線に再び戻し、当初は『どんなもんだハウス!』から続投した水島裕、坂上忍がパーソナリティを務めた火曜日以外はオーディションで選出されたパーソナリティを起用した。
当番組も引き続き、東京本社の公開放送用スタジオ　第0スタジオからの生放送だった。
水島裕は『ヤロメロジュニア出発進行!』から10年間、平日夕方の番組に出演して来たが本番組の終了をもって卒業した。
長年続いたラジオたんぱ平日夕方の公開生放送の若者向け番組は当番組が最後となった。後番組は中学生を聴取対象とした「それいけエスクエラ」に統合され、「集まれ! エスクエラサミット」を開始した。

## パーソナリティ
月曜日
- 宇木立子（1988年4月 - 1989年3月、金曜日へ移動）
- 円谷優子（1989年4月 - 1989年9月）
- 水沢螢、高瀬笑美子（1989年10月 - 1990年3月）

火曜日
- 水島裕、坂上忍（1988年4月 - 1989年3月、水曜日へ移動）
- 大日方なほみ、石川友美（1989年4月 - 1990年3月）

水曜日
- 石川友美（1988年4月 - 1989年3月、火曜日へ移動）
- 水島裕、坂上忍（1989年4月 - 1990年3月）

木曜日
- 大日方なほみ（1988年4月-1989年3月、火曜日へ移動）
- 金滋英（1989年4月 - 1990年3月）

金曜日
- 石田敦子（1988年4月 - 1989年1月） ※後に毎日放送にアナウンサーとして入社。
- 金滋英（1989年2月 - 1989年3月、木曜日へ移動）
- 宇木立子&ゲスト パーソナリティ（1989年4月 - 1989年7月）
- 石原みちる、井田聖二 （1989年8月 - 1990年3月）

## 主なコーナー
- ヨドバシ写真の伝言板
- 週刊少女通信
- コントDEワッショイ
- たっちゃんのパクパクトーク
- たっちゃんのミス味っ娘ここにあり!
- 友美のいつもの時間
- 友美の人間ウォッチング
- 敦子の晴れたり曇ったり
- なほみのつまづき、あなたのつまづき
- なほみの文化市場
- なほみのいる風景（大日方なほみ自ら録音して来た日常の中にある音をバックに、短い文章を読むコーナー[2]）
- 思い出のスクリーン・ミュージック
- 優子のほらー見たことか!
- 優子のお友だちトーク
- ひらめき優子クイズ
- ウェーブハンティング
- 金滋英自作自演小説「銀次」
- 今週の蛍光と赤丸（水沢螢）
- 頑張れ!横浜大洋ホエールズ
- AD大澤の時間[3]